# Complejo turístico

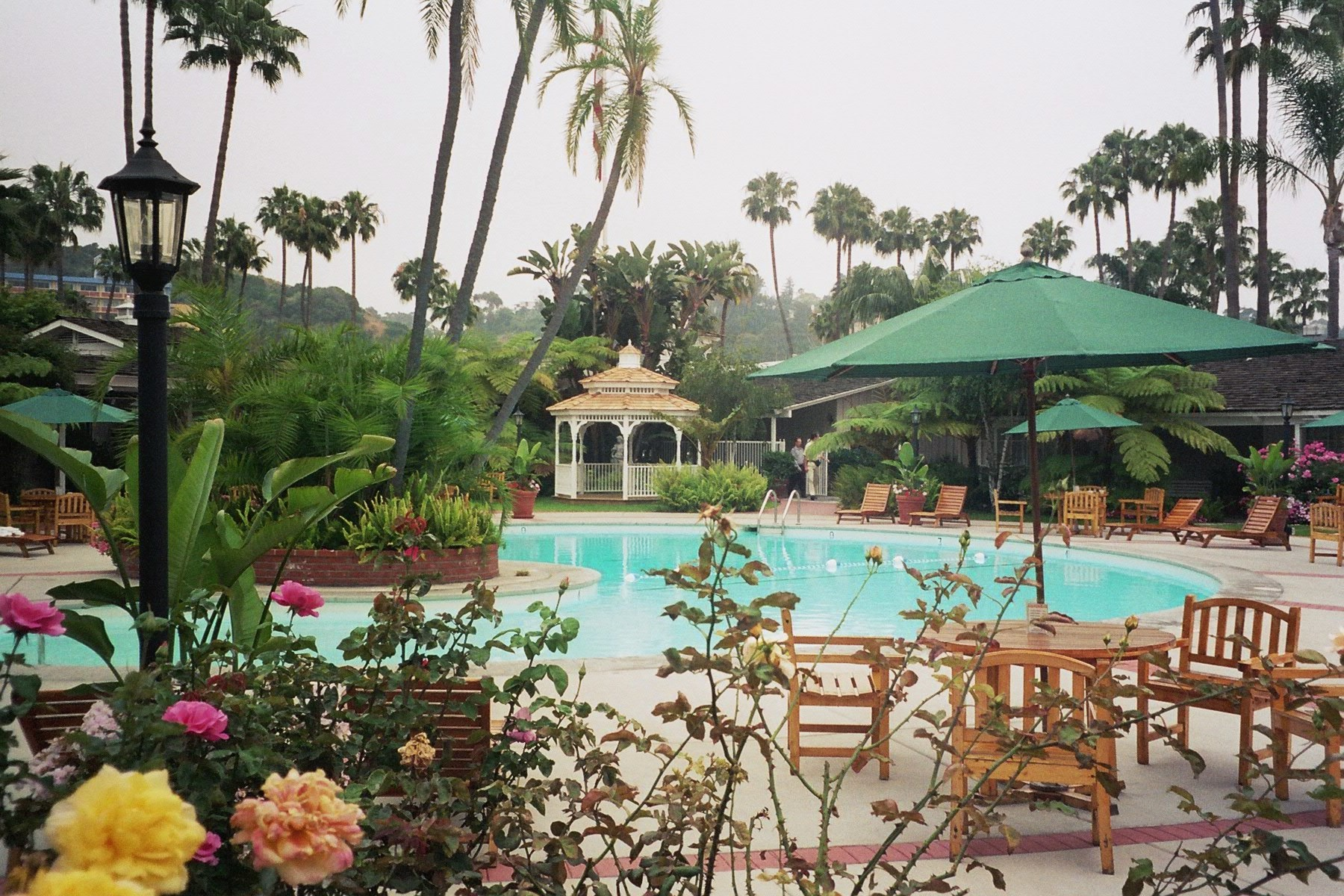
Los complejos turísticos combinan un hotel y una variedad de actividades recreativas, como piscinas

Un complejo turístico, complejo hotelero, centro vacacional o resort es un lugar diseñado para las actividades turísticas orientadas a la relajación y diversión, especialmente durante las vacaciones. Generalmente, una estación turística se distingue por una gran selección de actividades, como las relacionadas con la hostelería (comida, bebida, alojamiento), el ocio, el deporte, el entretenimiento y las compras.
Un complejo turístico se refiere habitualmente a dos lugares específicos, pero similares: 
- Ciudades en las que el turismo o las vacaciones representan la mayor parte de la actividad local, pero que generalmente no son gestionadas por una sola compañía (por ejemplo Aspen, Colorado)
- Centros vacacionales, generalmente gestionados por una sola compañía, que intenta proporcionar lo que todos o la mayoría de los visitantes desean mientras están allí (por ejemplo PortAventura World).

El término resort a veces se emplea, inadecuadamente, para identificar a un hotel que no reúne el resto de los requisitos que caracterizan a un complejo turístico. No obstante, la presencia de hoteles es la característica central de estos.

## Tipos de complejos turísticos

### Complejos de destino
Se llama generalmente a los complejos turísticos como complejos de destino. Este es un uso común cuando las instalaciones proporcionan alimentos, bebida, alojamiento, deportes, entretenimiento y compras, por lo que los clientes no tienen que abandonar el complejo turístico después de haber llegado. Generalmente, estas instalaciones son de calidad superior a las que uno esperaría si tuviera que estar en un hotel o comer en hoteles de la ciudad.
PortAventura World  en Tarragona o Aspen en Colorado, son ejemplos de esto, como lo son la mayoría de los más grandes hoteles-casino en Las Vegas, Nevada.

### Estación de esquí
Una estación de esquí, o centro de esquí en Latinoamérica, es un área preparada para el disfrute de la nieve. Dispone de pistas de esquí balizadas preparadas por máquinas especiales y clasificadas por colores (verdes,amarillas azules, rojas, negras) así como pistas de fondo, hoteles para el descanso de los usuarios, remontes para el transporte de los esquiadores a zonas altas y diferentes servicios que pueden ir desde zona para usar trineos hasta pistas de patinaje.

### Balneario
Un balneario (del latín balneae -arum «baños» o balineae -arum «establecimiento de baños») es un lugar para baños públicos, ya sea de piscina, río o mar. El término también puede hacer referencia a un lugar dedicado al reposo y la curación a través de la utilización de las aguas, sobre todo termales o minerales, con un edificio para el hospedaje.
Algunas de las técnicas que se utilizan en los balnearios y centros spa, además de las piscinas termales, son baños con algas, baños con fango, baños de piel de pomelo, inhalación de vapores, hidromasaje, chorros de agua o circuitos a contracorriente. En el caso de los balnearios marinos, el conjunto de técnicas hidrosaludables utilizadas se conoce como talasoterapia. Hay balnearios que emplean el método ayurvédico, un antiguo sistema de medicina india. En algunos balnearios europeos en vez de tomar baños se realiza inhalación de gases, ya sean naturales o bálsamicos, cuyo fin es el servir como terapia para personas con problemas respiratorios, de riñón o en las vías urinarias.

### Complejo turístico "todo-incluido"
Un complejo turístico todo-incluido (o all-inclusive resort) es un complejo turístico que, además de contar con todas las amenidades de un complejo, carga un precio fijo que incluye la mayoría o todos los elementos. Como mínimo, la mayoría de los complejos inclusivos incluyen alojamiento, bebida y alimentación (las tres comidas: desayuno, almuerzo/comida y cena/merienda; o bien barra libre), actividades deportivas y entretenimiento por un precio fijo.

### Glamping
Glamping es una combinación de las palabras "glamour" y "camping" y describe un estilo de acampada con instalaciones de tipo resort y, en algunos casos, servicios que no suelen asociarse con la acampada "tradicional". El glamping se ha hecho especialmente popular entre los turistas del siglo XXI que buscan comodidades modernas, como Wi-Fi, junto con el "escapismo y la aventura de acampar", en una variedad de alojamientos como cabañas, casas en los árboles y tiendas de campaña.
La palabra "glamping" apareció por primera vez en el Reino Unido en 2005y se añadió al Oxford English Dictionary en 2016.
En el siglo XVI, el conde escocés de Atholl preparó unas lujosas vacaciones en las Highlands para el rey Jaime V y su madre en una visita. Aquí, el duque montó lujosas tiendas y las llenó con todo lo que había en su palacio natal.

## Complejos turísticos históricos
El complejo turístico más famoso del mundo antiguo era Baiae, en Italia, que era popular hace unos 2000 años.

## Resort
Resort (rɪˈzɔrt) es un anglicismo no apoyado por la Rae e innecesario según la Fundación del Español Urgente, sin embargo, cada vez se hace más frecuente en medios de publicidad y en culturas hispanas influenciadas por la estadounidense. La palabra resort difiere del inglés británico porque este término se refiere a pueblos turísticos ya sea por su tradición o por religión, mientras en Estados Unidos y Canadá hace referencia a un establecimiento diseñado para satisfacer las necesidades del turista. 
Resort viene del inglés medieval resorten y este del francés resortir, utiliza el prefijo re que quiere decir otra vez, por ejemplo en español re-integrar, más  sortir que significa salir o darse una escapadita.

## Ciudades turísticas
Las ciudades que son centros turísticos o en las que el turismo o las actividades recreativas constituyen una parte importante de la actividad local se denominan a veces centros turísticos. Si están junto al mar, se llaman estaciones balnearias. Las localidades nacionales incluyen estaciones de esquí, estaciones de montaña y centros turísticos. 
Una isla turística es una isla o archipiélago en el que hay complejos turísticos, hoteles, restaurantes, atracciones turísticas y servicios conexos. Las Maldivas están consideradas como el mejor destino turístico de la isla que se ha hecho famosa entre las principales celebridades y deportistas del mundo. 
También hay complejos para diversos fines. Un ejemplo es Yulara (Territorio del Norte), que existe para dar servicio a Uluru (Ayers Rock) y Kata Tjuta (Olgi) en Australia.